# Alexej Kozlov (filozof)
Alexej Alexandrovič Kozlov (rusky Алексе́й Александрович Козло́в; 8. únorajul./ 20. února 1831greg. Moskva – 27. únorajul./ 12. března 1901greg. Petrohrad) byl ruský filozof a publicista, jeden z hlavních představitelů filozofie personalismu v Rusku.

## Životopis
Alexej Kozlov byl nemanželský syn statkáře Puškina a jeho nevolnice. Studoval na Moskevské univerzitě v letech 1850–1856. V mladí se nadšeně zabýval francouzským socialismem Fouriera a Lerouxa a určité sympatie k němu si uchoval až do konce života. Spokojeně řídil hospodářství svého tchána a filozofii se nezabýval. Vše začalo, až když se mu ve věku čtyřiceti let náhodou dostala do ruky Frauenstädtova kniha o Schopenhauerovi. Pro Schopenhauera a pak Hartmanna se pak nadchl natolik, že začal filozofii pečlivě studovat. Začal vydávat filozofické práce a dokonce se v letech 1876–1886 stal profesorem Kyjevské univerzity. Pak ale onemocněl hemiplegií, když předtím trpěl krvácením do mozku. Proto byl nucen odejit do výslužby a usadil se v Petrohradě, kde ve své filozofické práci pokračoval.

## Filozofie
Kozlovův filozofický systém má charakter personalismu a je blízký názorům leibnicisty Teichmüllera, který byl profesorem Dorpatské univerzity. Podle názoru A. Kozlova je nám vztah mezi duchovnem a materiálnem nedostupný, materiální předměty jsou pouze konvenční znaky a symboly duchovních monád. Stoupenec teorie panpsychismu, Kozlov tvrdil, že základ světa tvoří množství psychických substancí neboli duchovních prvků — monád. Tyto duchovní prvky nejsou samostatné, ale řídí se vyšším duchovním principem neboli nejvyšším psychickým subjektem, tj. Bohem. Ve svém článku Vědomí Boha a poznání Boha (rusky Сознание Бога и знание о Боге. Воспоминание об онтологическом доказательстве) tvrdí Kozlov, že Bůh je bytost, kterou si uvědomujeme stejně bezprostředně, jako si uvědomujeme vlastní já.